# Anne Engdal Stig Christensen
Anne Engdal Stig Christensen (født 31. august 1968 i Esbjerg) er administrerende direktør hos TV2.

## Karriere

### Uddannelse
Stig Christensen har en exam.art. i massekommunikation samt nordisk sprog og litteratur.

### TV 2
Hun har haft en længere karriere hos TV2. Fra 1994 til 2000 var hun marketingskoordinator, 2000-2001 programplanlægger, for i 2001, at blive afdelingsleder for programplanlægningen. I 2003 blev hun programplanchef. Efter en endt barselsorlov fandt hun, at hendes ansvarsområde var taget fra hende, og hun forlod derfor TV2 i 2007.

### SBS
Anne Engdal Stig Christensen blev selvstændig mediekonsulent indtil hun i 2008 blev programdirektør hos SBS TV.
Hos SBS TV var hun med til at udvikle programmerne Danmarks Næste Topmodel og Baronessen flytter ind.

### Danmarks Radio og tilbagevenden til TV2
Mellem 2012 og 2013 blev hun planchef hos DR Medier, og i 2013 kom hun tilbage til TV2 og blev programdirektør der og samtidig medlem af TV2's direktion.
Hun tiltrådte den 1. juni, hvor hun afløste Palle Strøm. På det tidspunkt stod TV2 og kæmpede med seertallene, og ved ansættelsen karakteriserede TV2's administrerende direktør Merete Eldrup Stig Christensen som "et inkarneret TV-menneske med en lang og imponerende erfaring fra alle sider af TV-branchen. I hende kombineres det kommercielle med public service-tankegangen".

#### Rolle i sexisme på TV2
D. 14. december 2021 afslørede Ekstra Bladet at TV2's ledelse, heriblandt Anne Engdal Stig Christensen, uddelte kondomer med TV2's 'Alt det vi deler'-slogan på til medarbejderne under et fagligt seminar på Comwell i Roskilde. Endvidere havde hun afsluttet den første dag af seminariet ved at sige "Nu skal vi holde fest, og jeg vil bare lige sige: Ingen skal være bange for at klappe mig i røven - jeg sladrer ikke til nogen. Faktisk bliver jeg fornærmet, hvis ingen gør det".
Dette til trods for at hun tidligere har benægtet at kende til den sexistiske kultur i TV2, som blev beskrevet af en række tidligere og nuværende TV 2-medarbejdere i dokumentaren 'MeToo: Sexisme bag skærmen'.

## Privat
Anne Engdal Stig Christensen var gift med generalsekretæren i Dansk Håndbold og tidligere sportschef på TV2, Morten Stig Christensen, indtil hans død i 2024.
De blev gift i 1998 og fik i 2006 deres tredje barn sammen.